# Wülfinger Bach
Der Wülfinger Bach ist ein – mitsamt den oft trockenen oberen Abschnitten seiner beiden Oberlaufzweige gerechnet – jeweils etwa 5 km langer Bach im Hohenlohekreis im nördlichen Baden-Württemberg. Nach südwestlichem, später südlichem Lauf mündet er beim Wohnplatz Neu-Wülfingen der Kleinstadt Forchtenberg von rechts in den unteren Kocher.

## Geographie

### Oberlauf Wülfinger Bach
Der Wülfinger Bach entsteht gewöhnlich auf etwa 304 m ü. NHN am nordöstlichen Ortsrand des Weilers Schleierhof in der nördlichen Stadtexklave des Stadtteils Muthof von Forchtenberg. Der Bach fließt, von Anfang an von einer Baumgalerie begleitet, südostwärts durch eine Wiesenlandschaft. Es passiert die Kläranlage für den Weiler, läuft kurz dem Waldrand am rechten Ufer und einer Waldstraße von Schleierhof her entlang und nimmt dann nach etwa 0,5 km wenig unter 288,9 m ü. NHN den dort aus dem Osten kommenden Wegseitengraben auf, der dort schon länger ist.
Der Wülfinger Bach hat auch oberhalb des gewöhnlichen Ursprungs eine Talmulde und einen Grabenlauf. Dieser beginnt neben der aus dem Dorf Sindeldorf der Nachbargemeinde Schöntal kommenden K 2320 auf etwa 360 m ü. NHN nahe einem Feldwegabzweig und der Kommunalgrenze. ⊙ Er folgt zwischen Feldern der Straße südwestwärts, wechselt wenig vor Schleierhof die Straßenseite und endet gleich danach am Nordrand dieses Weilers auf etwa 314 m ü. NHN am Beginn einer Verdolung ⊙, die den nur zeitweiligen Abfluss auf weiteren etwa 300 Metern südostwärts zum genannten Ursprung führt. Vom Grabenbeginn bis zum Laufbeginn ist dieser nur zeitweilig durchflossene Abschnitt etwa 1,5 km lang.

### Oberlauf Wegseitengraben
Der genannte erste Zufluss Wegseitengraben ist de facto ein zweiter Oberlauf. Auch er beginnt als Graben neben einem Wirtschaftsweg nahe einer Aussiedlerhofgruppe etwa einen Kilometer nordwestlich des Dorfes Crispenhofen der Gemeinde Weißbach auf etwa 363 m ü. NHN. Weg und Graben laufen südwestlich zwischen Feldern in der Crispenhofener Gemarkung, später südlich entlang der Gemeindegrenze zu Forchtenberger Gemeindeexklave um den Schleierhof. Nach etwa 1,3 km tritt er in den Wald ein, in dem er, nun in kleinen Mäandern und etwa an der Grenze zwischen der Exklave um den Schleierhof rechts und einer östlichen Zunge des Gemeindegebietes von Schöntal links laufend, bald einen Bach aus dem Wald zur Linken aufnimmt und westwärts bis zur Mündung in den Wülfinger Bach fließt.
Der Wegseitengraben ist, zusammen mit seinem wohl gewöhnlich ebenso wie beim Wülfinger Bach durchflusslosen Weggraben-Oberlauf, ebenfalls etwa 2,0 km lang.

### Unterlauf Wülfinger Bach
Der Wülfinger Bach wendet sich nach seinem linken Zufluss Wegseitengraben in der Gemarkung von Schöntal durch den Wald nach Südwesten. Auf einem Abschnitt dieses Laufstücks liegt in der rechten Aue ein schmaler Streifen Muthofener Stadtteilgemarkung von Forchtenberg, eine winzige Enklave im Schöntaler Gebiet. Nach etwa einem halben Kilometer mündet aus einem nordwestlichen Seitental der 2,0 km lange Ottersbach, dessen Ober- und Mittellauf einige vergleichsweise große, teils als Hochwasserrückhaltebecken dienende Seen durchfließt, darunter den mit einer Fläche von 1,5 ha größten mit dem Namen Tiroler See. Durchs Seitental tritt die K 2320 wieder ins Tal des Wolfinger Bachs, der nach einem weiteren guten halben Kilometer in die zentrale Gemarkung der Stadt Forchtenberg wechselt und sich dort an einer von Nordwesten zulaufenden Talmulde nach Süden wendet. Sein Tal selbst bleibt weiterhin recht eng und überwiegend bewaldet und passiert in deren Osten die Höhenrodungsinsel um Muthof.
Weniger als einen halben Kilometer vor dem Übertritt in die Aue der Kocher fließt der Wülfinger Bach, nun in offener Aue, unter den ersten Häusern des rechtskocherischen Wohnplatzes Neu-Wülflingen von Forchtenberg vorbei, durchquert am Talende den Wohnplatz und läuft unter der dem Flusslauf folgenden L 1045 in der Kochertalaue hindurch. Er passiert den Friedhof mit der Friedhofskirche Wülfingen und mündet dann auf etwa 189 m ü. NHN von rechts und gegenüber dem Stadtkern von Forchtenbach in den unteren Kocher.

### Länge und Gefälle
Auf dem gewöhnlich wasserführenden Abschnitt ab dem Schleierhof ist der Wülfinger Bach 3,5 km lang, hat ein mittleres Sohlgefälle von 33 ‰ und mündet etwa 115 Höhenmeter tiefer. Mitsamt dem Weggraben-Anfangsstück jedes seiner beiden Oberläufe ist er etwa 5,0 km lang, hat ein absolutes Gefälle von 171 bzw. 174 Höhenmeter und ein mittleres Sohlgefälle von beidesmal etwa 29 ‰.

### Einzugsgebiet
Der Wülfinger Bach hat ein 7,6 km² großes Einzugsgebiet, das naturräumlich gesehen ganz zu den Kocher-Jagst-Ebenen gehört. Ein Streifen – schmal im Norden, wo mit 393,8 m ü. NHN auf der Flurkuppe Schindhölzle die größte Höhe erreicht wird, und etwas breiter im Nordosten – liegt im Unterraum Dörrenzimmerner Platte, der größte Teil darunter im Schöntaler Buchwald, ein kleiner Zwickel noch tiefer im Untertal und in der Kocheraue im Unterraum Unteres Kochertal.
Jenseits der prominentesten nordwestlichen und nördlichen Wasserscheide, auf der ungefähr die Trasse der vorgeschichtlichen Hohen Straße zwischen Kocher und Jagst verläuft, entwässert der Sternbach zur unteren Jagst, jenseits der östlichen vom Schindhölzle an abwärts läuft der Langenbach parallel zum Wülfinger Bach zu seiner Mündung weiter aufwärts von diesem in Weißbach in den Kocher. Im Westen konkurriert der Ellbach, der nächste dauerhafte rechte und nördliche Zufluss des Kochers.
Der Weiler Schleierhof in der nördlichen Exklave des Stadtteils Muthof von Forchtenberg liegt am Oberlauf des Wülfinger Bachs, ein Höhenaussiedlerhof des Weißbacher Dorfes Crispenhofen an dem des anderen Oberlaufs Wegseitengraben. Mündungsnah durchquert der Bach in der zentralen Gemarkung von Forchtenberg den Wohnplatz Neu-Wülfingen.

### Zuflüsse und Seen
Hierarchische Liste der Zuflüsse und  Seen von der Quelle zur Mündung. Gewässerlänge, Seefläche, Einzugsgebiet und Höhe nach den entsprechenden Layern auf der Onlinekarte der LUBW. Andere Quellen für die Angaben sind vermerkt.
Gewöhnlicher Ursprung des Wülfinger Bach auf etwa 394 m ü. NHN neben dem Brunnenweg am Ortsende von Forchtenberg-Schleierhof ⊙. Ein Straßengraben neben der K 2320 von Sindeldorf in der Nachbargemeinde Schöntal her beginnt schon etwa 1,5 km weiter aufwärts auf etwa 360 m ü. NHN ⊙.
- Wegseitengraben, von links und insgesamt Nordosten auf 288,9 m ü. NHN[LUBW 7] ca. 0,5 km südöstlich des Schleierhofes ⊙, 2,0 km und ca. 1,5 km². Entsteht auf etwa 363 m ü. NHN im Gewann Reichertshalde nahe einer Aussiedlerhofgruppe von Weißbach-Crispenhofen. ⊙
 Der unbeständig wasserführende Graben läuft die längste Strecke neben einem Wirtschaftsweg südsüdöstlich und kehrt sich dann westwärts in den Wald südlich von Forchtenberg-Schleierhof.
Der Wülfinger Bach wendet sich an diesem Zufluss auf Südwestlauf.
  - (Waldbach), von links und Süden auf etwa 300 m ü. NHN ca. 0,8 km ostsüdöstlich von Schleierhof im Wald gegenüber dem Hang der Höhe, 0,6 km und ca. 0,3 km². Entsteht auf etwa 330 m ü. NHN zwischen den Waldgewannen Beerberg im Osten und Katzenloch im Westen.
- Ottersbach, von rechts und Nordosten auf 268 m ü. NHN[LUBW 7] etwa 0,7 km südlich von Schleierhof an einer Talspinne ⊙, 2,0 km und ca. 1,2 km². Entsteht auf etwa 328 m ü. NHN im Wald Ottersbach ca. 1,4 km nordwestlich von Schleierhof. ⊙
  -  Durchfließt auf etwa 326 m ü. NHN einen Weiher, 0,7 ha.
  -  Durchfließt auf etwa 325 m ü. NHN einen Weiher, 0,6 ha.
  -  Durchfließt auf etwa 320 m ü. NHN einen Weiher, über 0,3 ha.
  -  Durchfließt auf etwa 313 m ü. NHN den Tiroler See, etwa 1,5 ha, das obere Becken des Hochwasserrückhaltebeckens Schleierhof.
  -  Durchfließt auf etwa 303 m ü. NHN das untere Becken des Hochwasserrückhaltebeckens Schleierhof westlich des namengebenden Ortes, 0,6 ha.
- (Waldbach aus dem Katzenloch) , von links und Osten auf knapp 268 m ü. NHN wenige Schritte nach dem vorigen ⊙, 0,4 km und ca. 0,3 km². Entsteht auf etwa 320 m ü. NHN am Waldweg vom Schleierhof zum Büschelhof. ⊙
- (Trockental aus dem Kohlschlag), von rechts und Nordwesten auf etwa 245 m ü. NHN, Tallänge ca. 1,9 km[LUBW 4] und Einzugsgebiet ca. 1,0 km². Die Talmulde beginnt auf rund 350 m ü. NHN etwas südwestlich der K 2321 aus Schöntal-Bieringen im Waldgewann Hammelbild.
Nach dieser Talmündung kehrt sich der Wülfinger Bach auf Südlauf.
  -  Auf etwa 330 m ü. NHN liegt auf der Taltiefenlinie der Weiher an der langen Wiese, 0,5 ha.
  -  In einer kurzen rechten Seitenmulde liegt auf etwa 335 m ü. NHN der Kohlschlagweiher, etwa 0,3 ha.
  - (Seitental), von rechts und Westen auf etwa 300 m ü. NHN, ca. 0,5 km[LUBW 4] und über 0,1 km². Die Talmulde beginnt auf etwa 340 m ü. NHN nordnordöstlich von Muthof im Wald am Gewann Birken. Mit Quelle, deren Abfluss rasch versickert und gelegentlich tiefer in der Trockentalfolge wieder austritt.
- (Waldklingenbach), von links und Osten auf etwa 237 m ü. NHN, ca. 0,4 km[LUBW 4] und unter 0,3 km². Entsteht auf etwa 315 m ü. NHN im Hangwald wenig unter dem Ackergewann Rödern auf der Höhe nordwestlich des Büschelhofs.

Mündung des Wülfinger Bachs von rechts und Norden auf ca. 189 m ü. NHN kurz nach dem Passieren der Friedhofskirche Wülfingen in unteren Kocher ⊙. Der Wülfinger Bach ist ab seinem gewöhnlichen Laufbeginn 3,5 km, ab dem Beginn des nur zeitweilig wasserführenden Straßengrabens noch vor Schleierhof 5,0 km lang und hat ein 7,6 km² großes Einzugsgebiet.

## Geologie
Das tektonisch bedeutendste Merkmal der Einzugsgebietes ist eine erst südöstlich, dann immer mehr östlich ziehende Störungslinie, die etwas nordwestlich von Schleierhof im Wald beginnt, durch den Norden des Ortes läuft, am Beginn des gewöhnlichen Durchflusses an dessen Nordostrand die Talmulde quert und durch den Wald über den westlichen Laufknick des Wegseitengrabens hinweg bis an die östliche Wasserscheide reicht. Nordöstlich dieser Linie liegt flächenhaft Oberer Muschelkalk, überdeckt durch nur wenige Inseln quartär abgelagerten Lösssediments und mit holozänen Abschwemmmassen in den wenig eingetieften Oberlaufmulden. Nach Nordwesten zu finden sich etwas vor der nördlichen bewaldeten Wasserscheide auch zwei Inseln des in mesozoischer Ablagerungsfolge höheren Lettenkeupers (Erfurt-Formation), nach denen eine ausgedehnte Lösssedimentzone bis an den Kamm mit der Hohen Straße reicht. Der Muschelkalk ist hier verkarstet, wie eine geschützte Doline einen Steinwurf außerhalb nahe der nordöstlichen Einzugsgebietsspitze auf der Kuppe Schindhölzle beweist und es auch der nur periodische Durchfluss in den Oberlauf-Weggräben nahelegt, weshalb wohl auch der gewöhnliche Bachursprung erst im Grenzbereich zu den lehmigen, nicht grundwasserleitenden Schichten des Lettenkeupers liegt.
Auf der topographisch wie tektonisch tieferen Scholle an der Südwestseite des Störung steht nämlich flächenhaft Lettenkeuper an, der auf den Hochlagen dort inselhaft von Lösssediment überlagert ist. Der Bach selbst gräbt sich bis zum Zufluss des Wegseitengrabens schnell wieder bis zum Oberen Muschelkalk ein, der dann weiter abwärts im Tal mehr und mehr auch an den oberen Hängen ausstreicht. Nahe den ersten Häusern von Neu-Wülflingen taucht dann neben dem schmalen Abschwemmungssedimentband, in dem der Bach auf dem Grund seines unteren Tals fließt, an den Unterhängen der Mittlere Muschelkalk auf. Vom Eintritt in die Flusstalaue bis zum Kirchhof hat der Bach einen niedrigen Mündungsfächer abgelagert, er mündet zuletzt durchs Auenlehmband rechtsseits des Kochers.

## Natur und Schutzgebiete
Der Namensoberlauf des Wülfinger Bachs gräbt sich ab dem gewöhnlichen Ursprung am Schleierhof eine sechs bis acht Meter breite, baumbestandene Bachmulde ein, in dem der auch dort oft trockene Bach in bis zu vier Metern Tiefe in einem zwei bis drei Meter breiten Bett läuft, in dem viele Steinblöcke liegen. Zuletzt fällt dieser Bachzweig am Waldrand über kleine Stürze in darunterliegende Gumpen. Oberhalb von Schleyerhof ist er ein gerade neben der Straße gezogener, kahler Graben mit nur sporadisch Bäumen an Lauf und Straße.
Der linke Oberlauf Wegseitengraben ist bis zum Rand des Waldes ostsüdöstlich noch unscheinbarer, ohne jeden Baum an seinem schmalen Graben zwischen Straße und Acker. Ab dem Waldeintritt wird der Bachlauf natürlicher mit kleinen Windungen und teils gewässertypischen Erlen und Eschen unmittelbar am Ufer; das Bett liegt hier tiefer eingegraben unter örtlich abrutschenden Mergelwänden, von denen her Quellwasser zusickert. Der noch vor dem Zusammenfluss mit dem Wülfinger Bach von Süden zustoßende Waldbach zeigt durchweg ein ähnlich naturnahes Bild. Kurz vor dem Zusammenfluss mit dem Oberlauf Wülfinger Bach liegt rechts am Lauf ein Waldtümpel in der Bachaue.
Ab diesem Zusammenfluss schlängelt sich der dort oft steil eingeböschte, bis zu vier Meter breite und recht naturnahe Bach südwestwärts durch seine Waldaue; nur an Stellen, wo er zuweilen der begleitenden Straße nahekommt, stehen rechtsseits Steinmauern, während linksseits am Unterhang einige Sinterquellen aufstoßen. Der auf diesem Abschnitt von rechts zufließende Ottersbach ist bis zu drei Metern breit.
Weiter abwärts schwankt die Breite des in einem Waldkerbtal mäandrierend immer mehr südwärts fließenden Wölfinger Bachs zwischen zwei und fünf Metern. Seine Prallhänge sind meist über einen Meter hoch, stellenweise auch mehrere Meter. An abgerutschten Uferpartien bleiben zunächst steile Lehmhänge stehen, in deren Matrix Steine des Hangschutts erkennbar sind.
Erst auf dem letzten halben Talkilometer sind Aue und Unterhang waldfrei. Dort und schon zuvor ziehen sich kurze Steinriegel vor allem den rechten Mittelhang herab. Wo der weiterhin von Bäumen unmittelbar am Ufer begleitete Bach den Wald hinter sich lässt, stehen auch schon die ersten Häuser von Neu-Wülflingen entlang der links begleitenden K 2320. Bevor er ganz in den Siedlungsbereich eintritt, liegen im Bachbett teilweise dicke Kies- und Schotterbänke mit bis zu halbmetergroßen Einzelsteinen. Der Lauf teilt sich dort in Rinnen, von denen einige fast immer trocken liegen.
Im Ortsbereich ist der Bach abschnittsweise verdolt, aber nach der querenden L 1045 am Flusstalrand und einer anderen Straße gleich danach fließt er in der nicht besiedelten Kocheraue wieder offen bis zur Mündung.
Im Einzugsgebiet gibt zwischen zwei der vom zulaufenden Ottersbach durchflossenen Seen ein als Naturdenkmal geschütztes Feuchtgebiet Tiroler See. Fast das ganzes Teileinzugsgebiet dieses Zuflusses wie auch der größte Teil desjenigen des Wülfinger Bach selbst südlich von Schleierhof liegt in zwei großen Wasserschutzgebieten. Der größte Anteil des Schöntaler Gebietsanteils gehört zu Waldschutzgebieten, überwiegend zum Schonwald Klosterwald Schöntal und in dessen zentralem Bereich auf dem Bergrücken östlich des Ottersbachtals zum Bannwald Hofstatt.

## Hochwasserrückhaltebecken
Im Einzugsgebiet gibt es zwei Hochwasserrückhaltebecken (HRB), die kurz nacheinander den rechten Zufluss Ottersbach anstauen (Hauptschluss). Sie liegen in einer nordwestlichen Waldbucht und entsprechenden Zunge der nördlichen Schleierhofer Exklave des Stadtgebietes von Forchtenberg. Forchtenberg ist auch der Betreiber beider Becken, die Erddämme besitzen. Der obere der beiden dauerangestauten Becken dient auch als Badesee, der untere auch als Fischteich.
| Name | Lage | Gestautes Gewässer und Abfluss | Stauraum in m3 | Stauraum in m3 | EZG         | Staufläche | Staufläche | Dammhöhe | Baujahr |
| |      |                                | Max            | Dauer          |             | Max        | Dauer      |          |         |
| --- | ---- | ------------------------------ | -------------- | -------------- | ----------- | ---------- | ---------- | -------- | ------- |
| HRB Schleierhof – oberes Becken | ⊙    | Ottersbach → Wülfinger Bach    | ?              | 38.000         | ca. 0,7 km² | ?          | 1,5 ha     | 5,9 m    | 1975    |
| HRB Schleierhof – unteres Becken | ⊙    | Ottersbach → Wülfinger Bach    | ?              | 10.600         | ca. 0,9 km² | ?          | 0,6 ha     | 5,1 m    | 1975    |
| Angaben zu Stauraum, Dammhöhe und Baujahr und zur gewöhnlichen Fläche der dauereingestauten Becken jeweils nach der amtlichen Gewässerkarte. Die Einzugsgebiete wurden auf dieser abgemessen. |      |                                |                |                |             |            |            |          |         |

### LUBW
Amtliche Online-Gewässerkarte mit passendem Ausschnitt und den hier benutzten Layern: Lauf und Einzugsgebiet des Wülfinger Bachs

Allgemeiner Einstieg ohne Voreinstellungen und Layer: Daten- und Kartendienst der Landesanstalt für Umwelt Baden-Württemberg (LUBW) (Hinweise)
1. 1 2 3 4 5 6 7 8  Höhe nach dem Höhenlinienbild auf dem Hintergrundlayer Topographische Karte.
2. 1 2 3 4 5 6  Länge nach dem Layer Gewässernetz (AWGN).
3. 1 2 3  Einzugsgebiet nach dem Layer Basiseinzugsgebiet (AWGN).
4. 1 2 3 4 5 6  Länge abgemessen auf dem Hintergrundlayer Topographische Karte.
5. ↑  Höhe nach schwarzer Beschriftung auf dem Hintergrundlayer Topographische Karte.
6. 1 2  Seefläche nach dem Layer Stehende Gewässer.
7. 1 2  Höhe nach grauer Beschriftung auf dem Hintergrundlayer Topographische Karte.
8. ↑  Länge nach dem Layer Gewässernetz (AWGN), ergänzt um das auf der Gewässerkarte nicht berücksichtigte, in der Regel trockene Anfangsstück, das auf dem Hintergrundlayer Topographische Karte abgemessen wurde.
9. ↑  Geotop nach dem einschlägigen Layer.
10. ↑  Stauanlagen nach dem einschlägigen Layer.
11. ↑  Einzugsgebiet abgemessen auf dem Hintergrundlayer Topographische Karte.

### Andere Belege
1. ↑  Wolf Dieter Sick: Geographische Landesaufnahme: Die naturräumlichen Einheiten auf Blatt 162 Rothenburg o. d. Tauber. Bundesanstalt für Landeskunde, Bad Godesberg 1962. → Online-Karte (PDF; 4,7 MB)
2. ↑  Geologie nach den Layern zu Geologische Karte 1:50.000 auf: Mapserver des Landesamtes für Geologie, Rohstoffe und Bergbau (LGRB) (Hinweise)